# Norbert Kothe
Norbert Kothe (* 1. September 1952 in Köln) ist ein ehemaliger deutscher Ruderer.

## Biografie
Norbert Kothe wurde zwischen 1973 und 1975 zusammen mit Helmut Wolber Deutscher Meister im Doppelzweier. Bei den Olympischen Sommerspielen 1976 in Montreal belegte er mit Helmut Wolber, Helmut Krause und Michael Gentsch in der Regatta mit dem Doppelvierer den 4. Platz.
Nach seiner Karriere wurde Kothe Ausbildungsleiter, Ruderwart und Sicherheitskoordinator beim Club für Wassersport Porz.